# Missió de San Juan Capistrano

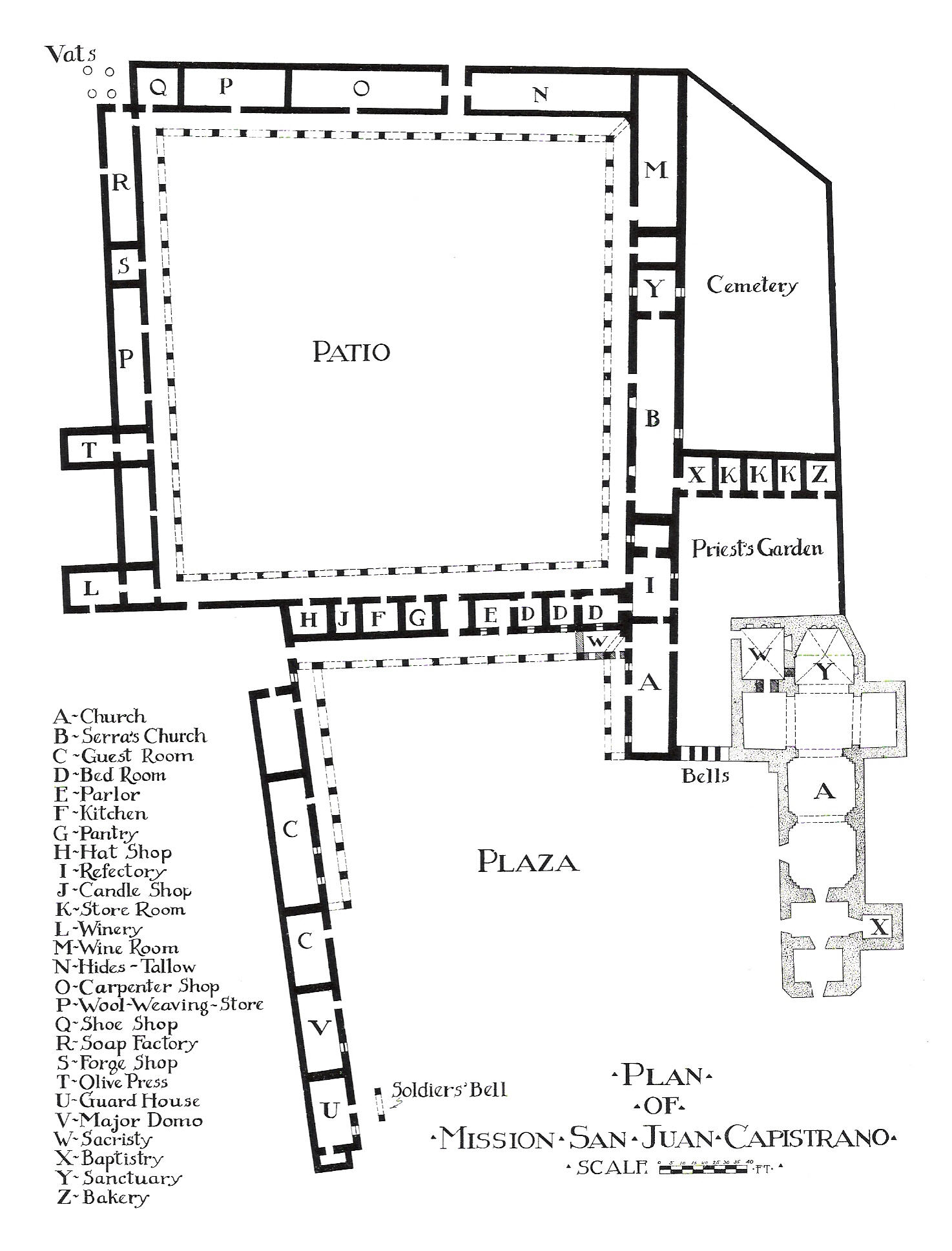
Plànol de la missió segons Rexford Newcomb 1916

La Missió de San Juan Capistrano és una parròquia catòlica i una de les missions espanyoles a Califòrnia, a la localitat de San Juan Capistrano, a l'estat de Califòrnia als Estats Units. Va ser erigida pel pare president de les missions d'Alta Califòrnia, fra Juníper Serra, l'any 1776. És classificat com a Historical Landmark (monument històric) i probablement la més reconeguda de les missions californianes. Així mateix, conté l'edifici més antic en ús de Califòrnia.

## Història

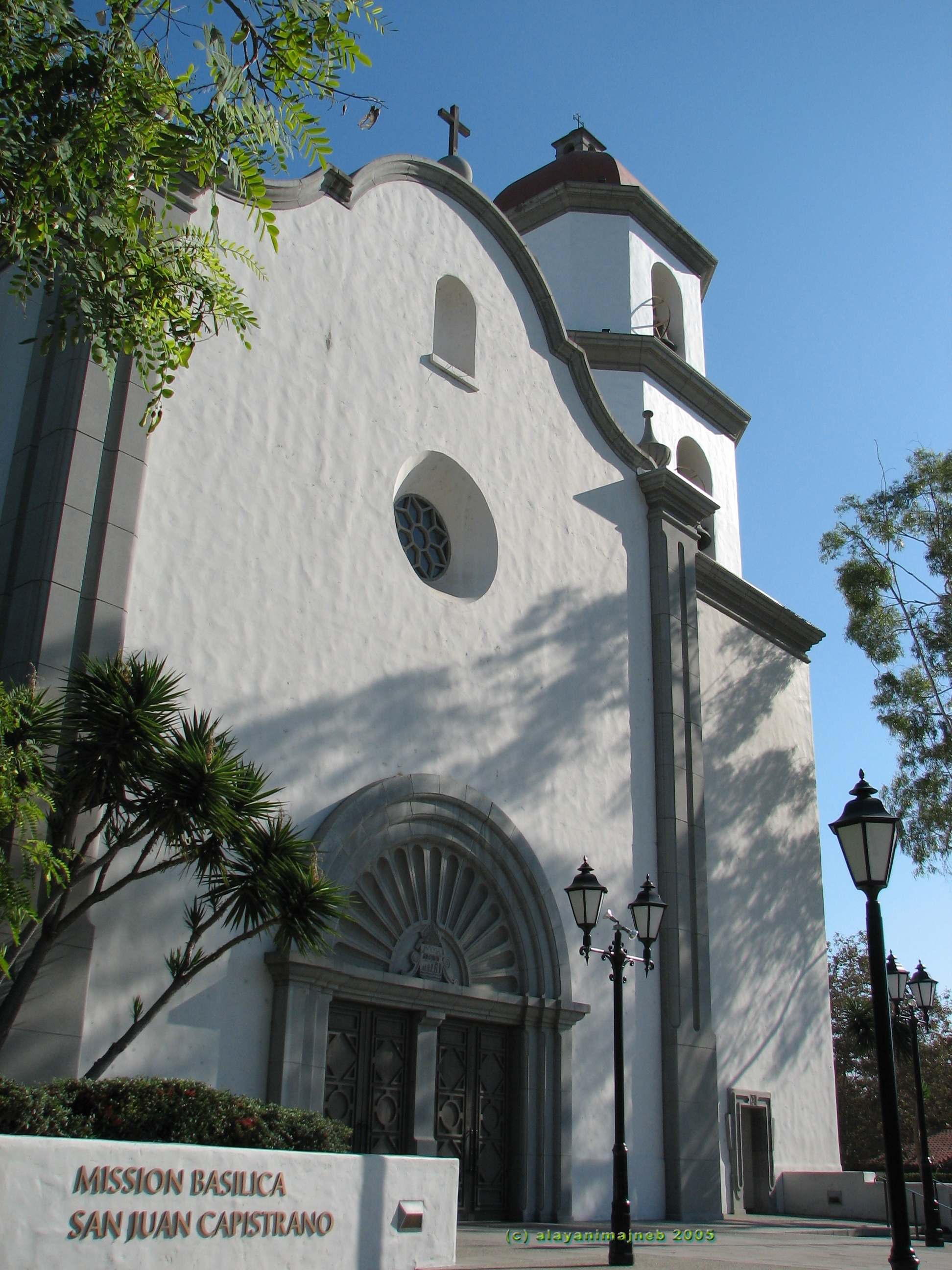
Basílica de San Juan Capistrano, consagrada en 1987

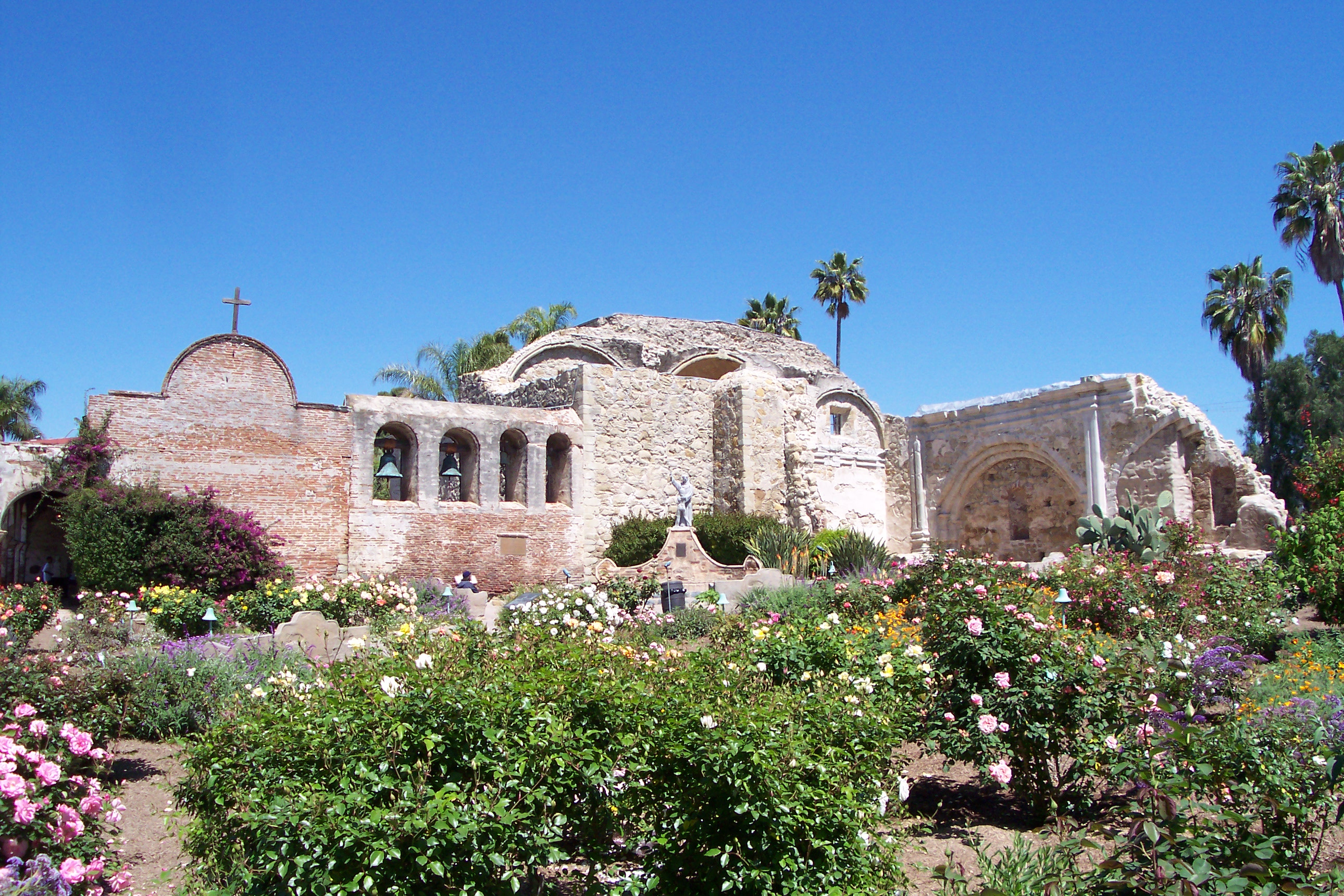
Missió de San Juan Capistrano

Durant el seu mandat a Califòrnia, el pare president Juníper Serra havia de menester d'establir un nou poble de missió entre San Diego de Alcalá i San Gabriel Arcángel. Va ser així que va començar la fundació de San Juan Capistrano per Fermín Lasuen, el 19 d'octubre de 1775. No obstant això, una revolta de nadius a San Diego el va obligar a abandonar l'assentament per prestar ajuda. Quan la tranquil·litat havia tornat, Juníper Serra va refundar la missió l'1 de novembre de 1776, encara que poc després va ser traslladada a causa de l'escassetat d'aigua. Cap al 1778, va ser erigida una petita església, posteriorment substituïda per la Capella de Serra, la qual és considerada l'edificació més antiga en ús de Califòrnia i l'única dempeus on el pare president va oficiar missa.
En els següents trenta anys San Juan Capistrano va prosperar, tant als seus edificis com en població, entre els quals hi havia els nadius conversos anomenats juaneños. Pel 1806 tenia 1.000 habitants.
Dins de les instal·lacions hi havia la Gran Església amb estructura de pedra, i que va ser iniciada en 1796 i acabada deu anys després. Les obres van ser supervisada pel mexicà Isidro Aguilar qui va morir el 1803. Per 1819, San Juan Capistrano va tenir el nombre més gran d'animals en la seva hisenda, que incloïa 14.000 caps bovins i 16.000 ovelles. També la seva producció agrícola era notable.
L'any 1812, un terratrèmol va matar a 40 neòfits (indis conversos) i destruïr el gran temple. Després d'aquest esdeveniment va començar la decadència de San Juan, perquè els naixements al lloc van començar a disminuir, mentre la mortalitat augmentava; d'altra banda, el govern de Mèxic va cessar la seva assistència. Fins i tot, per 1818 va ser atacada per corsaris sota bandera argentina al comandament d'Hipòlit Bouchard (Creuer corsari de l'Argentina).
Després de la Independència de Mèxic, la missió va ser secularitzada el 1833. Aquest mateix any, el governador de Califòrnia, José María Echeandía, va disposar establir un poble d'«indis lliures»" en el qual suposadament els nadius prendrien a càrrec seu les instal·lacions. Per contra, ells es van queixar que havient de treballar per a l'oficial governamental a càrrec. Finalment, el 1845 el governador Pío Pico va vendre l'heretat a un preu de 710 dòlars al seu cunyat, quan el veritable valor s'estimava en més de 54.000 dòlars. La família hi va viure per vint anys. Després del seu abandó, i quan Califòrnia havia passat als Estats Units, el govern va retornar la missió a l'Església catòlica el 1865.
La restauració de San Juan Capistrano, coneguda alguna vegada com la «joia de les missions», va començar gràcies a les obres del Landmarks Club a la fi del segle xix, i també va resultar fonamental la intervenció del pare John O'Sullivan entre els anys 1910 i 1940. Per als anys 1980 va ser erigit un nou temple que va ser consagrat el 1987. Va rebre el títol de basílica l'any 2000 pel papa Joan Pau II. D'altra banda, una de les característiques notables del lloc són els bells jardins.

## Galeria d'imatges

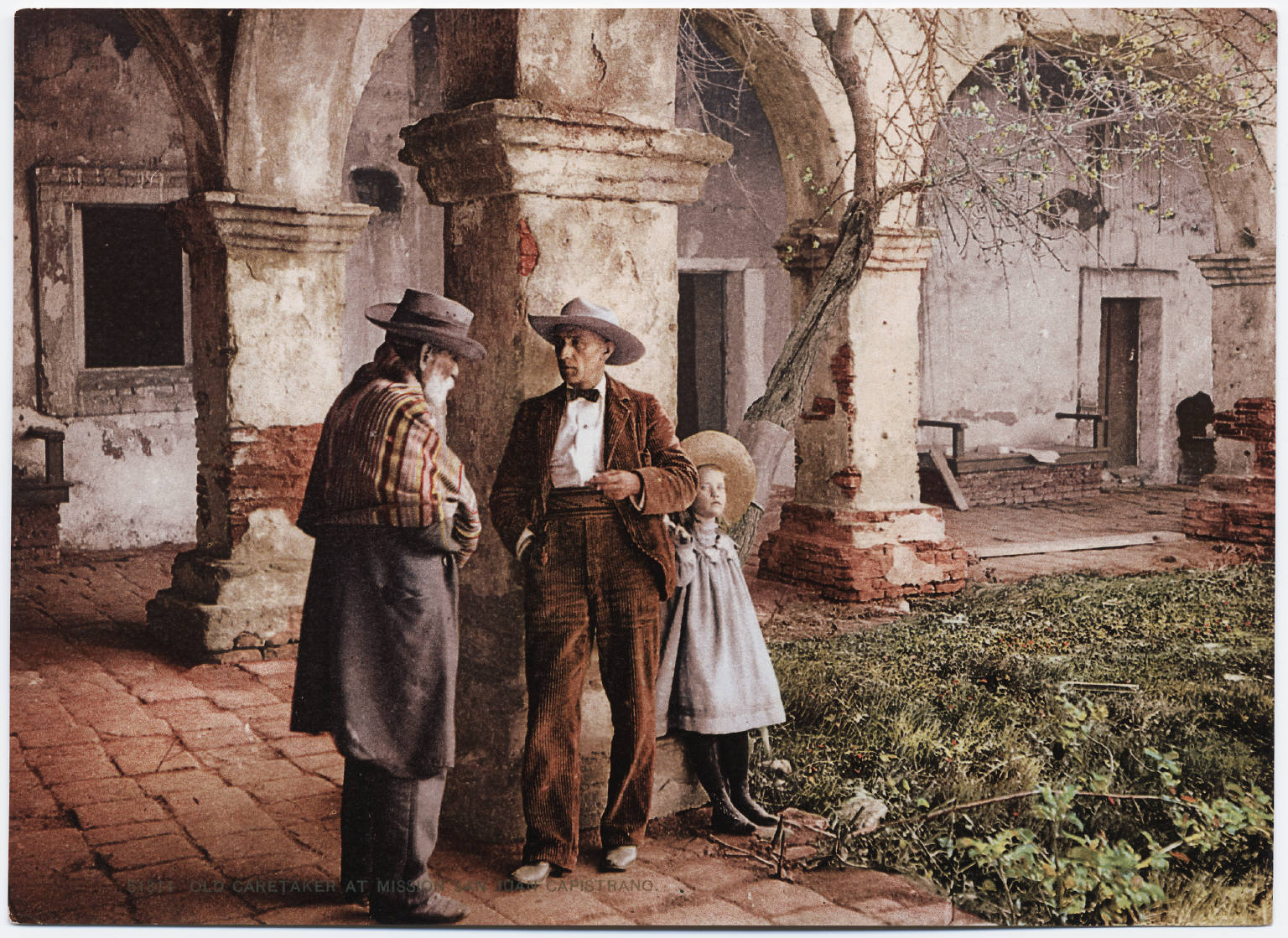
Postal de principis del segle xx.
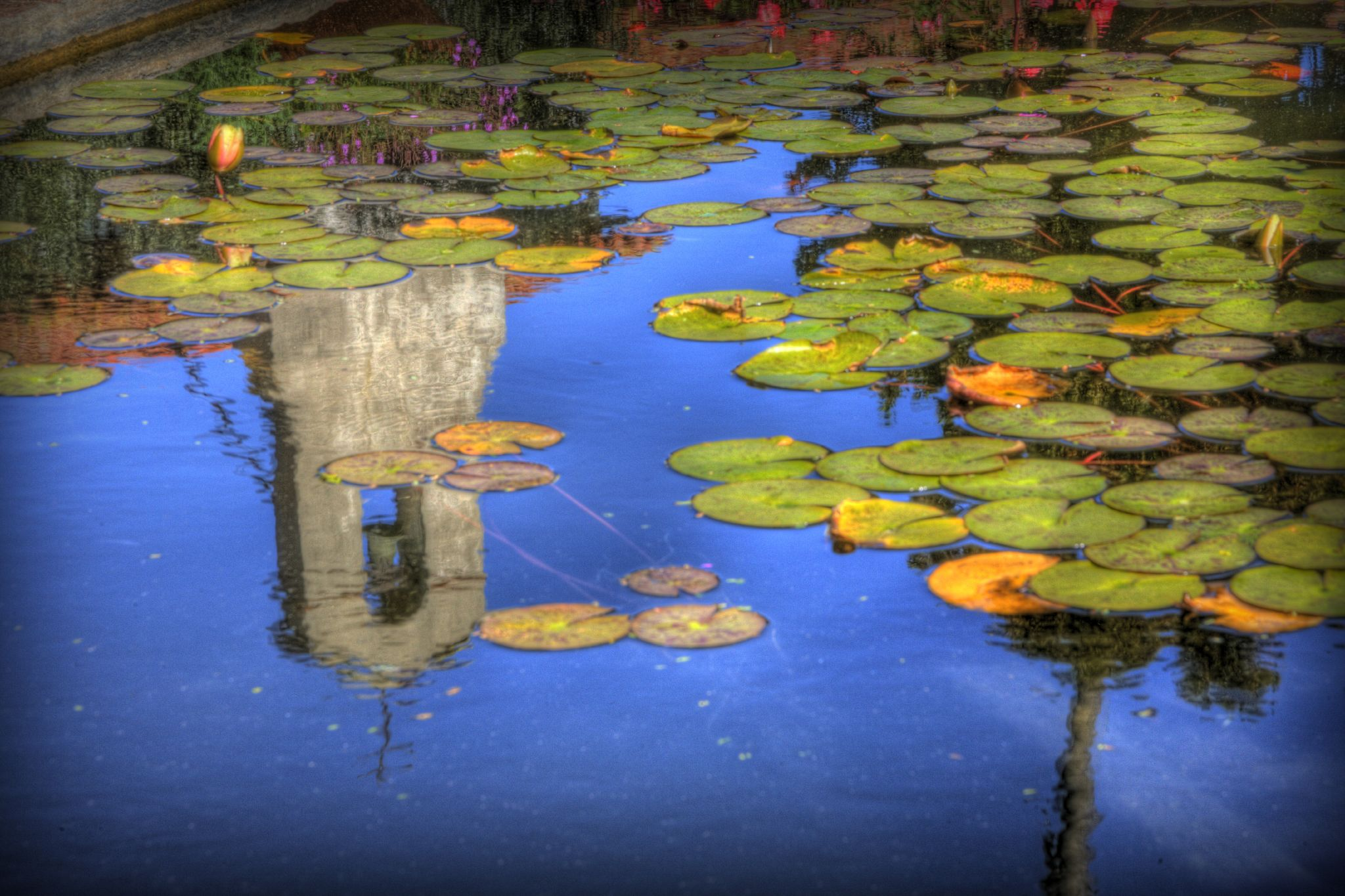
Una font a San Juan Capistrano.
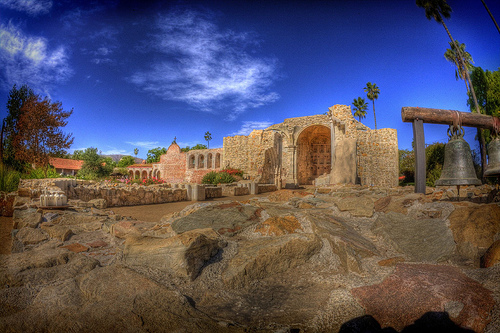
Part de les ruïnes.
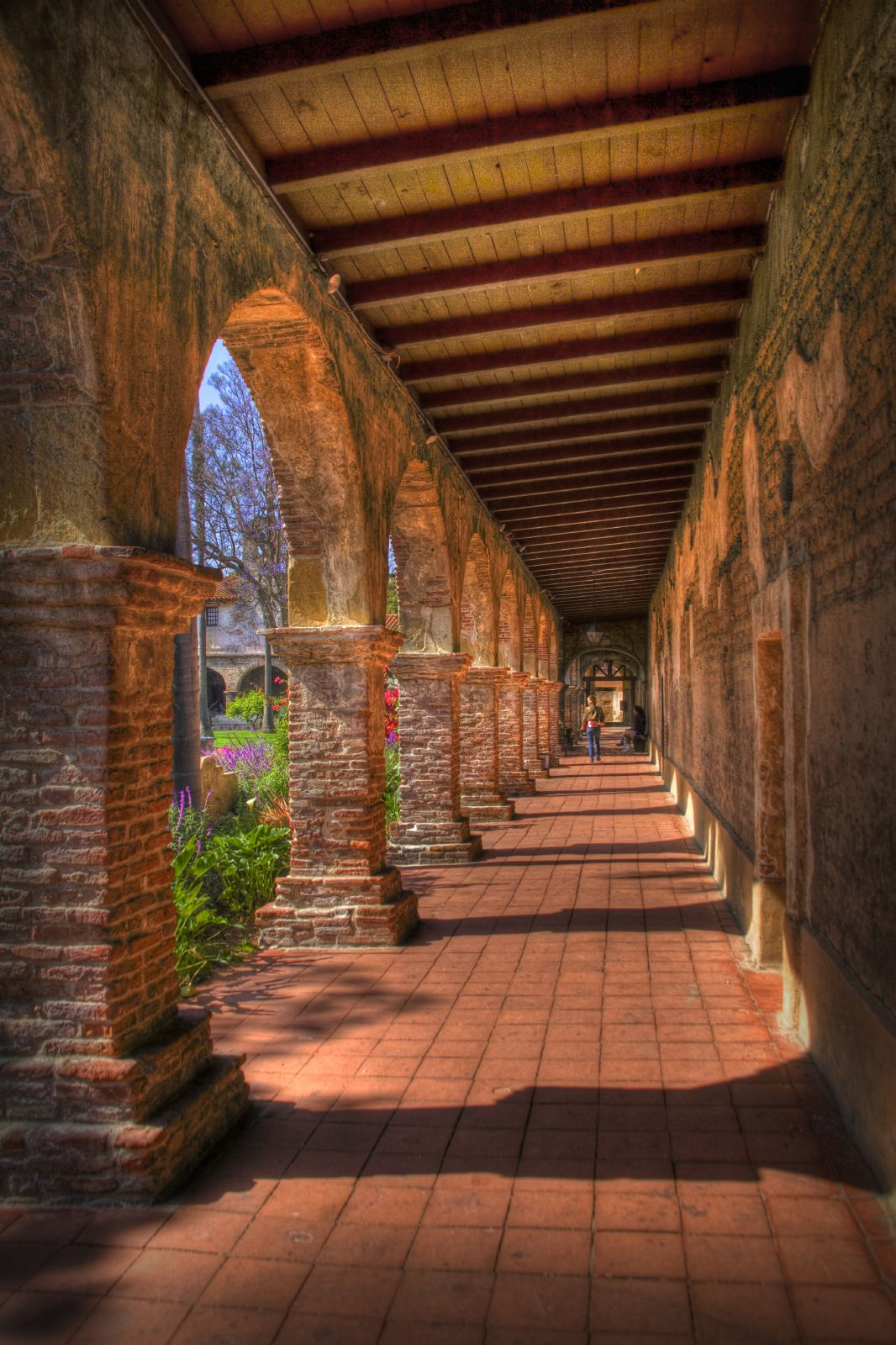
Corredor.